# Matthias Casse
Matthias Casse (ur. 19 lutego 1997 w Mortsel) – belgijski judoka, mistrz świata seniorów z 2021 roku oraz brązowy medalista Letnich Igrzysk Olimpijskich 2020.

## Kariera sportowa
W 2017 roku Matthias Casse zdobył tytuł mistrza świata juniorów w Zagrzebiu, jako pierwszy belgijski judoka w tej kategorii od czasów Johana Laatsa w 1986 roku. W tym samym roku wywalczył także swój pierwszy seniorski medal w cyklu Grand Prix, zdobywając brąz w Hadze. W 2019 zdobył złoty medal podczas Igrzysk Europejskich w Mińsku, które stanowiły jednocześnie mistrzostwa Europy w judo, a także triumfował w prestiżowym turnieju Judo World Masters. Po wygranej w Paris Grand Slam w 2020 roku został liderem światowego rankingu w swojej kategorii. W czerwcu 2021 roku zapisał się w historii jako pierwszy Belg, który sięgnął po tytuł mistrza świata seniorów, zwyciężając na Mistrzostwach Świata w Judo 2021 w Budapeszcie.
W 2022 roku zajął drugie miejsce w mistrzostwach Europy w Sofii w kategorii do 81 kg. W finale mistrzostw świata zdobył srebrny medal, przegrywając z Tato Grigalashvilim. W 2023 roku zdobył kolejny srebrny medal na mistrzostwach świata, ponownie przegrywając w finale z Tato Grigalaszwilim.
Do Igrzysk Olimpijskich w Paryżu w 2024 roku, przystąpił zajmując pierwsze miejsce w rankingu. Tym razem zamiast medalu, zajął piąte miejsce, po porażkach z Japończykiem Takanorim Nagase i Koreańczykiem z Południa Lee Joon-hwanem.

## Igrzyska olimpijskie

### Tokio 2020
| Runda       | Przeciwnicy        | Wynik     | Osiągnięcie |
| ----------- | ------------------ | --------- | ----------- |
| 1. runda    | Adrián Gandía      | W 11-01   | brąz        |
| 2. runda    | Robin Pacek        | W 11-01   | brąz        |
| Ćwierćfinał | Ałan Chubiecow     | W 10-00   | brąz        |
| Półfinał    | Takanori Nagase    | P 00-10   | brąz        |
| 3.miejsce   | Tato Grigalaszwili | P 000–101 | brąz        |

### Paryż 2024
| Runda       | Przeciwnicy               | Wynik  | Osiągnięcie |
| ----------- | ------------------------- | ------ | ----------- |
| 1. runda    | Sibghatullah Arab         | W 11-1 | 5. miejsce  |
| 2. runda    | Attila Ungvári            | W 10-0 | 5. miejsce  |
| Ćwierćfinał | Takanori Nagase           | P 0-1  | 5. miejsce  |
| Repasaże    | François Gauthier-Drapeau | W 1-0  | 5. miejsce  |
| 3.miejsce   | Lee Joon-hwan             | P 0-1  | 5. miejsce  |